# Trichotanypus
Trichotanypus är ett släkte av tvåvingar som beskrevs av Jean-Jacques Kieffer 1906. Trichotanypus ingår i familjen fjädermyggor.

## Dottertaxa tillTrichotanypus, i alfabetisk ordning[1][2]
- Trichotanypus abditus
- Trichotanypus aberrata
- Trichotanypus absconditus
- Trichotanypus abyssorum
- Trichotanypus admirabilis
- Trichotanypus alaskensis
- Trichotanypus albiforceps
- Trichotanypus arctoalpinus
- Trichotanypus asticus
- Trichotanypus aterrimus
- Trichotanypus atrinervis
- Trichotanypus bathocryptus
- Trichotanypus christmasus
- Trichotanypus crassiforceps
- Trichotanypus dimidiatus
- Trichotanypus distinguendus
- Trichotanypus duodenarius
- Trichotanypus eupedilum
- Trichotanypus fasciatus
- Trichotanypus foliaceus
- Trichotanypus fusciventris
- Trichotanypus hanseni
- Trichotanypus imicola
- Trichotanypus iris
- Trichotanypus longilobus
- Trichotanypus mariae
- Trichotanypus niger
- Trichotanypus nudimanus
- Trichotanypus obtusus
- Trichotanypus occultus
- Trichotanypus ploenensis
- Trichotanypus posticalis
- Trichotanypus profundorum
- Trichotanypus rivicola
- Trichotanypus rufoscutellatus
- Trichotanypus silesiacus
- Trichotanypus simplex
- Trichotanypus squamiger
- Trichotanypus stilifer
- Trichotanypus subaequalis
- Trichotanypus tiberiadis